# Kobjaji járás

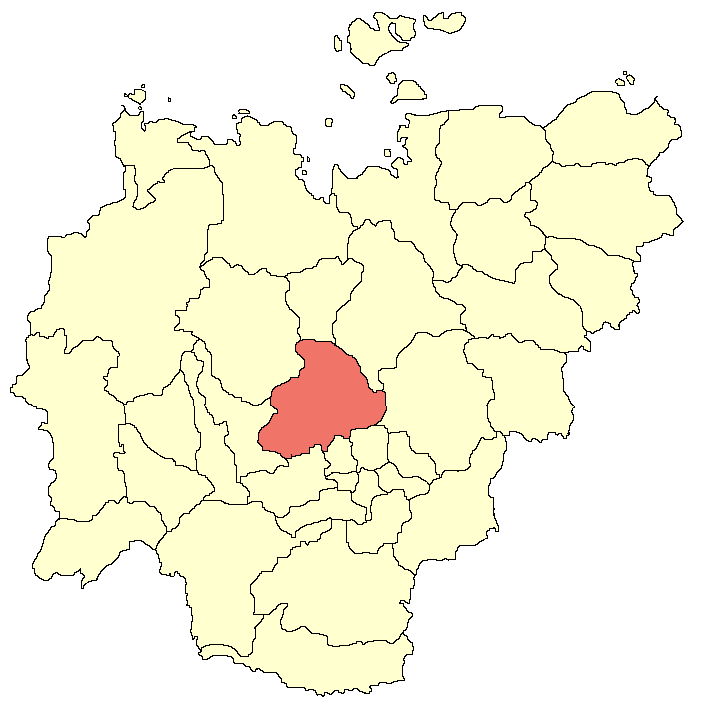
A Kobjaji járás Jakutföldön

A Kobjaji járás (oroszul Кобяйский улус, jakut nyelven Кэбээйи улууһа) Oroszország egyik járása Jakutföldön. Székhelye Szangar.

## Népesség
- 1989-ben 20 352 lakosa volt.
- 2002-ben 14 178 lakosa volt, melyből 9209 jakut (64,95%), 3425 orosz (24,16%), 235 ukrán (1,66%), 64 evenki (0,45%).
- 2010-ben 13 680 lakosa volt, melyből 9446 jakut, 2779 orosz, 928 even, 131 ukrán, 79 evenk stb.